# Astragalus igniarius
Astragalus igniarius — вид квіткових рослин з родини бобових (Fabaceae). Ареал охоплює такі країни: Азербайджан.

## Середовище
Поширений у піщаних місцях на узбережжі Каспійського моря. Це розлогий напівчагарник. Він росте на низинах у заростях Convolvulus persicus, Echium biebersteinii, Artemisia lerchiana. Основною загрозою є будівництво невеликих інженерних об'єктів, що призводить до втрати та деградації середовища існування.

## Біоморфологічні характеристики
Напівчагарник, що досягає 50–60 см у висоту, з багатогіллястим листям та дерев'янистою нижньою частиною. Вся рослина біловолосиста. Листочки 6–20 мм завдовжки, 1–3 мм завширшки, густо біловолосі з обох боків. Квітконоси рівні або коротші за листя, м'які, малоквіткові. Стручок еліптичний, довгастий, із загостреним кінчиком, злегка борознистий на спинці, з м’якими білими волосками на поверхні, носик загнутий до 1.5 мм, двоопуклий. Цвіте у травні, а плоди дозрівають у червні.